# Canon de 47/32 Modèle 1935
Pour les articles homonymes, voir Canon de 47 mm.
Le canon de 47 mm modèle 1937, est un canon antichar souvent surnommé "Elefantino", utilisé par l'artillerie italienne lors de la Seconde Guerre mondiale qui a permis au Regio Esercito de développer une très forte puissance de feu face aux engins blindés ennemis.

## Histoire
Le canon 47/32 fut le canon antichar et d'accompagnement le plus répandu dans le Regio Esercito durant la Seconde Guerre mondiale. Conçu au milieu des années 1930, il s'est inspiré du canon autrichien Böhler. Le canon italien a été mis au point pour remplacer l'ancien canon 65/17 Mod. 1908/1913 (en) qui avait équipé une bonne partie des armées durant la Première Guerre mondiale, par une arme plus légère et maniable. Elle différait assez nettement de la version autrichienne notamment par sa bouche à feu, dotée d'une chambre allongée et d'un système de fixation simplifié pour faciliter son remplacement, et les suspensions, renforcées, devant autoriser la traction mécanisée de la pièce. Sur les canons de 47/32 mod.39, les roues à jante acier furent progressivement remplacées par celles en Elektron (alliage de magnésium) cerclées d'un bandage semi-pneumatique Celerflex.
Les 276 premiers exemplaires furent d'ailleurs réalisés pour le compte de la firme autrichienne Böhler. Toute la production qui suivit a été fabriquée sous licence E. Breda par plusieurs entreprises et arsenaux italiens. 
La première épreuve du feu eut lieu en 1937 et ses excellents résultats sur le terrain en feront l'arme antichar standard du Regio Esercito. Durant la guerre civile espagnole, 30 exemplaires furent envoyés à la Division Littorio pour une évaluation. Ces canons montrèrent une haute précision de tir et une pénétration telle que les chars restent immobilisés sur place.
À partir de 1941, l'armée royale italienne décida de former des bataillons antichars indépendants équipés de canons de 47/32.

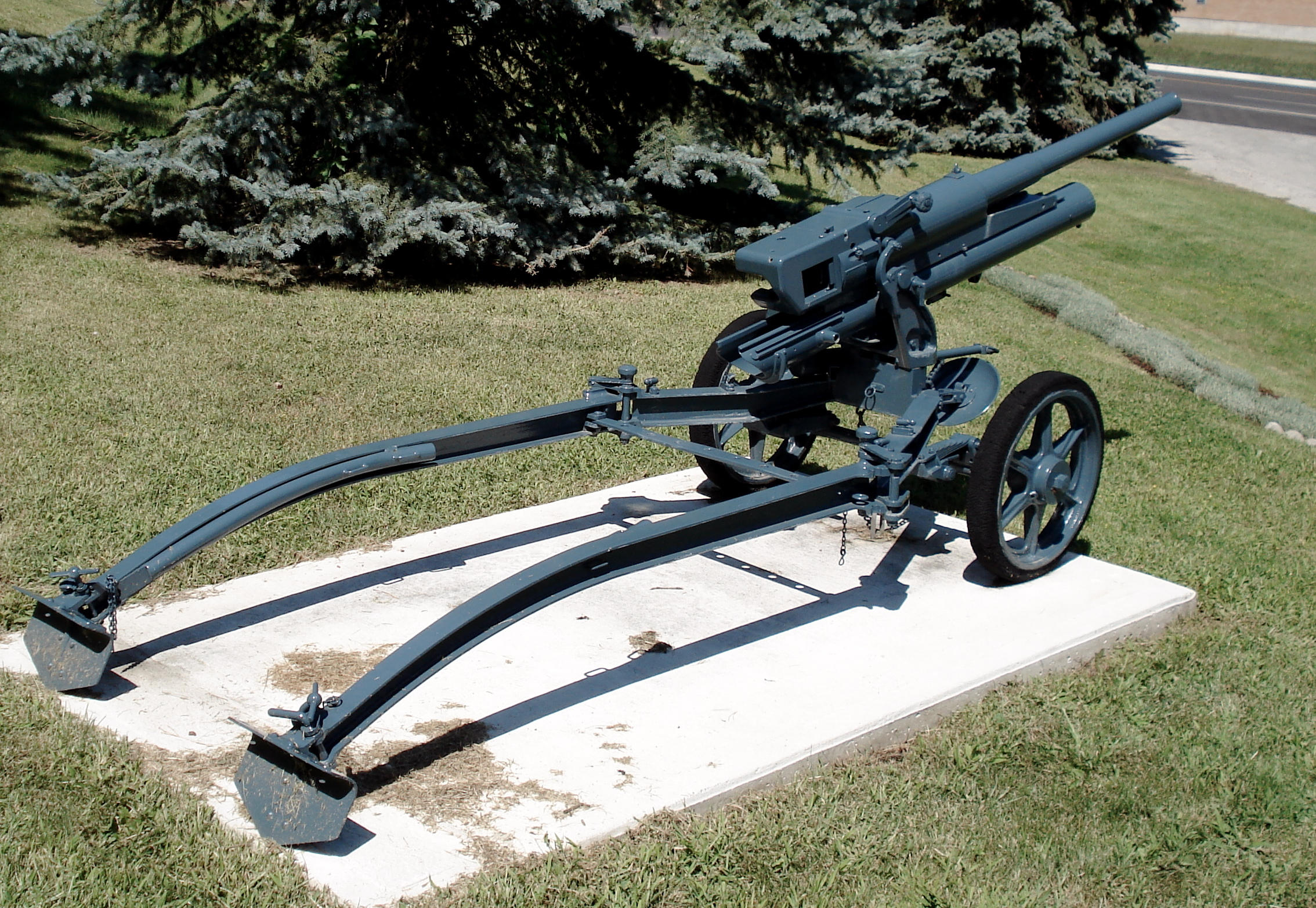
Vue du canon

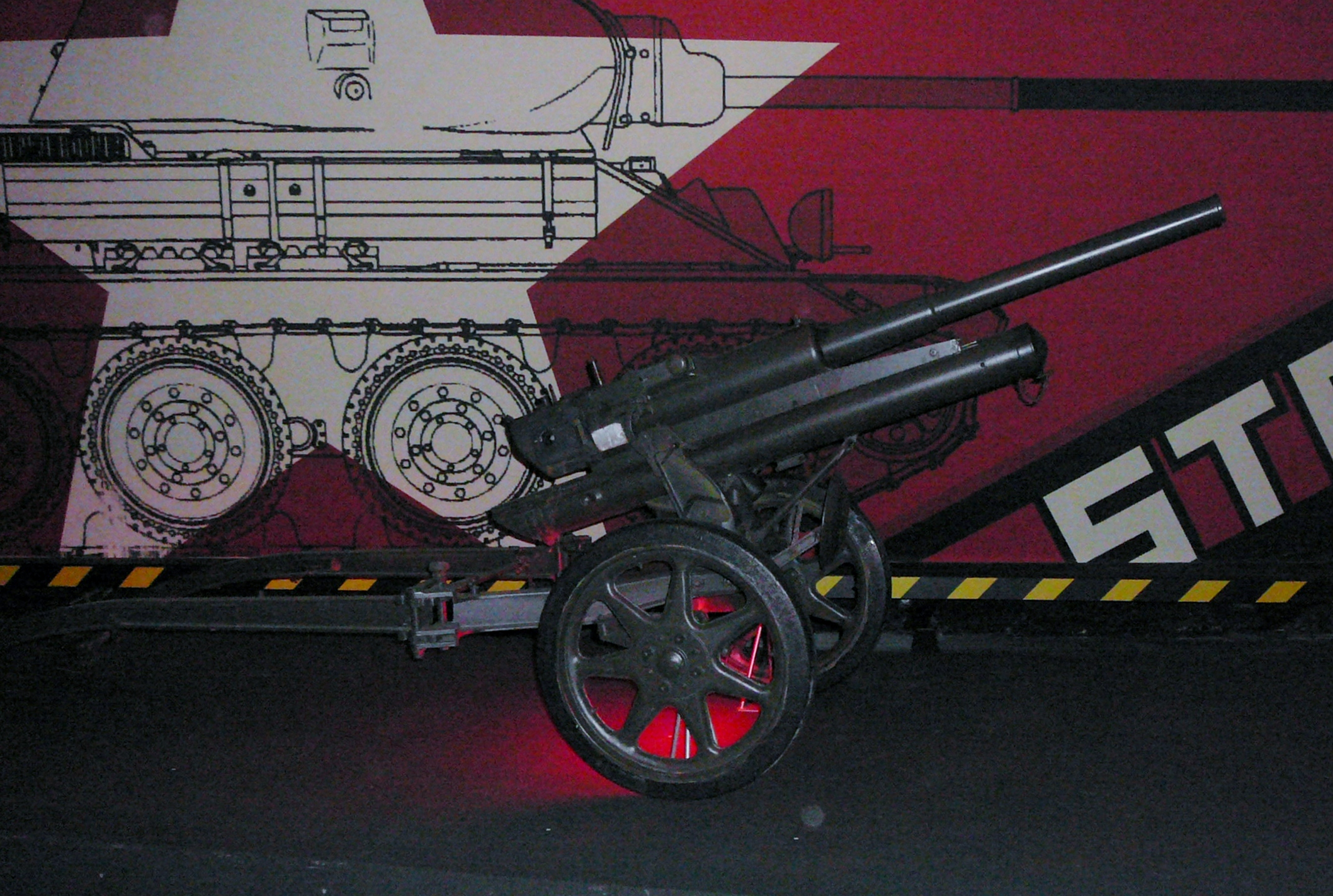
Un canon 47/32 exposé à la "Gallerie di Trento"

Utilisé sur tous les fronts par l'armée italienne, il a équipé les chars Fiat Ansaldo M13/40 et M14/41, ainsi que le chasseur de chars Semovente L.40 47/32. En Afrique du Nord il fut installé sur les camionnettes armées blindées Fiat-SPA AS42 "Sahariana", Fiat-SPA AS37 et AS43 (it), après avoir été testé sur les anciennes automitrailleusex Fiat Ansaldo AB41. Dans cette version de canon automoteur il fut particulièrement efficace dans les vastes espaces de Libye et d'Égypte. Ce canon a aussi armé les unités de la Milice volontaire pour la sécurité nationale (MVSN), le Régiment San Marco de la Regia Marina, le Regio Corpo Truppe Coloniali et la 1re division SS croate. 
Les rares exemplaires capturés lors de la  campagne d'Afrique du Nord (1940-1943) furent utilisés par les troupes du Commonwealth, sur les Marmon-Herrington Armoured Car (en).
L'avantage acquis grâce à ce canon diminua rapidement avec l'évolution très rapide des chars américains qui disposaient de blindages beaucoup plus épais que les chars européens. Pour percer le blindage des chars M4 Sherman ou M3 Grant, il fallait utiliser des munitions EP mais disponibles en quantité limitée. 
Même la Wehrmacht utilisa ce canon qu'elle fera fabriquer sous le nom 4,7 cm PaK-177 (i). 
Après la fin de la guerre, le canon 47/32 servit encore pendant de nombreuses années dans la nouvelle armée de terre italienne l'Esercito Italiano, tandis qu'à l'étranger, il sera très utilisé durant la Guerre israélo-arabe de 1948-1949. 
Ce canon a également été largement utilisé dans les bunkers du Mur alpin comme arme antichar.

## Les différentes versions

### 47/32 Mod. 35
Première version construite sur la base du projet de base. Il était doté de pneumatiques pleins sans suspensions.

### 47/32 Mod. 39
En 1939, plusieurs modifications ont été apportées. La principale modification concerne la bouche de feu avec un système de démontage simplifié. Des suspensions ont été ajoutées au châssis du canon pour faciliter le transport sur route et les jantes en acier sont abandonnées en faveur des jantes en Elektron (alliage de magnésium, aluminium et zinc) avec des pneumatiques pleins Celeflex.

### 47/40 Mod. 38
En 1942, pour équiper le nouveau char moyen Fiat M15/42 d'une arme antichar plus efficace, le canon 47/32 Mod. 1935 fut rallongé de 8 calibres ce qui donna la version 47/40 Mod. 38 qui disposait d'une vitesse de sortie supérieure de 30 % par rapport à la version précédente : 900 m/s contre 630. La capacité de perforation du blindage s'en trouvait nettement augmentée avec les obus antichar EP à haut pouvoir explosif comme les APHE et HESH britanniques. Il pouvait percer un blindage de  112 mm à 100 mètres ou 80 mm à 500 mètres, 43 mm à 1 000 mètres et 24 mm à 2 000 mètres.

## Munitions
| - obus de 47 mod.35 pesant 2,4 kg avec fusée à percussion mod.35 ou 39; - obus perforant de 47 mod.35; - obus perforant de 47 mod.39; - obus antichar EP de 1,2 kg avec fusée mod.41; - obus antichar EPS avec fusée IEPM; - obus perforant traçant mod.35 inerte; - obus perforant traçant mod.39 inerte. |

Le canon pouvait tirer des obus à forte charge explosive (HE), perforants ordinaires Modèle 35 (AP) et perforants à noyau durci Modèle 39 (APHC), en plus des obus antichar (EP) et EPS (à charge creuse).
La vitesse initiale des obus standard (HE) était de 250 m/s tandis que celle des obus perforants (AP) était de 635 m/s. Avec ces obus perforants ordinaires, le canon 47/32 était capable de percer un char blindé britannique comme le Cruiser Mk I des séries A9/10/13 à une distance de 900 à 1 200 mètres.

## Utilisateurs
- Royaume d'Italie
- Reich allemand
- Finlande
- Chine
- Roumanie
- Espagne
- Yougoslavie
- République sociale italienne
- Italie